# Tekstmager
Tekstmager er en dokumentarfilm fra 2006 af instruktøren Tom Erik Kampman.
Filmen portrætterer fire vidt forskellige personer, der til daglig arbejder med tekster – forfatteren Christina Hesselholdt, stand-up komikeren Mick Øgendahl, reklametekstforfatteren Claus Skytte og rapperen Per Vers.  Det er fire personlige beretninger om inspiration, opvækst, skriveblokering og forventninger.
Filmen viser, at inspirationen kan ligge mange steder i dagligdagen – lige fra graffiti på husmurene over livet i et indkøbscenter til spiret på en kirke. Fælles for de fire medvirkende er budskabet om, at hvis man brænder for det, man laver, skal man ikke lade sig hæmme af omgivelsernes forventninger.
Tekstmager er første del i en trilogi om identitet. Anden del i trilogien er filmen Byen udenfor.